# Paul-Jacques-Aimé Baudry

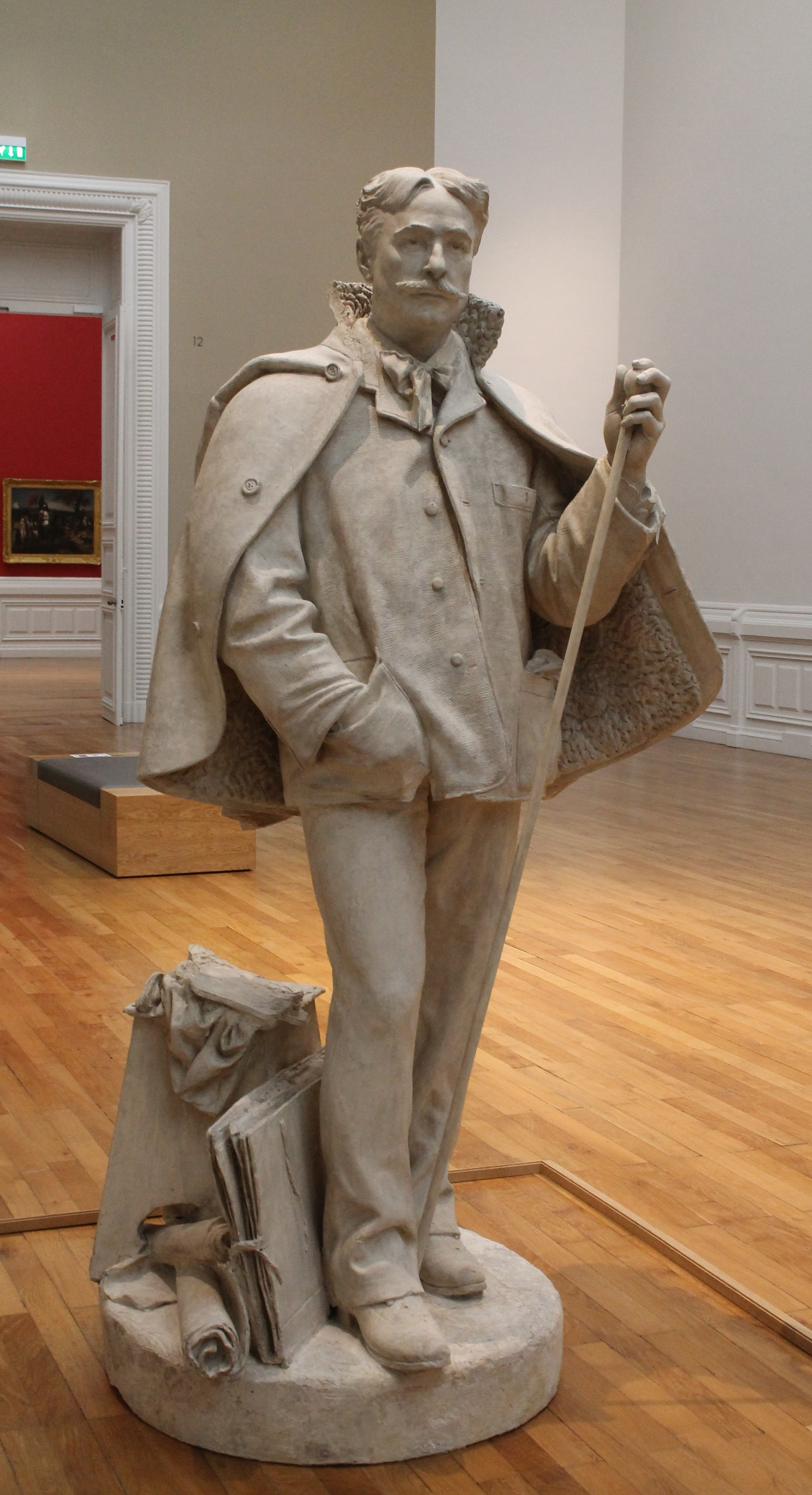
Rzeźba Paula Baudry autorstwa Jean-Léon Gérôme z 1896

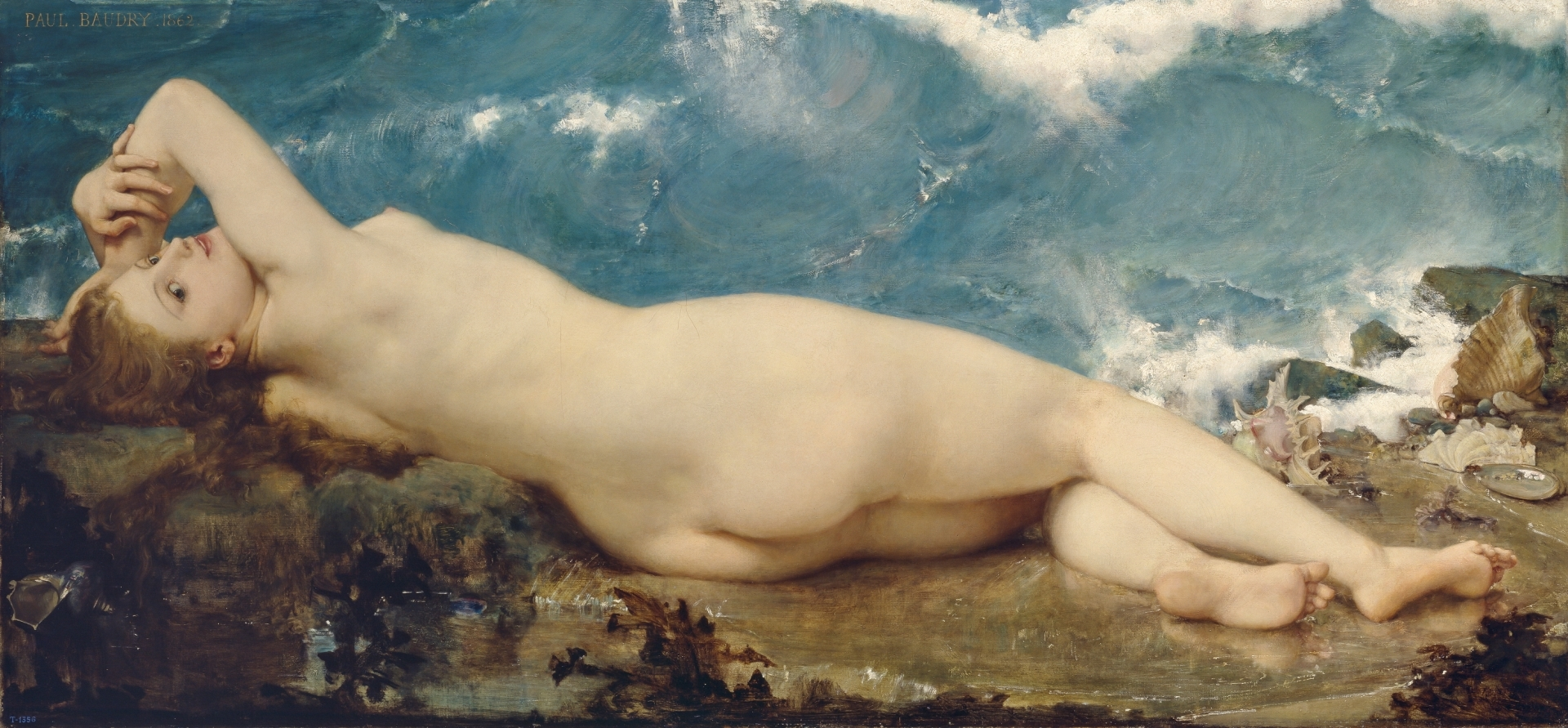
Fala i perła

Paul-Jacques-Aimé Baudry (ur. 7 listopada 1828 w La Roche-sur-Yon, zm. 17 stycznia 1886 w Paryżu) – francuski malarz.
Baudry był przedstawicielem europejskiego akademizmu, ceniącym elegancję i wdzięk kompozycji, kosztem oryginalności. Inspirował się włoskim manieryzmem, początkowo sięgał do tematyki mitologicznej. Jego najsłynniejszym dziełem stał się obraz historyczny Charlotte Corday namalowany w 1860 r., ostro krytykowany i jednocześnie bardzo popularny. W późniejszym okresie malował portrety znanych ludzi. Tworzył również freski m.in. w Palais Garnier. Baudry był członkiem Institut de France. W 1875 został odznaczony Krzyżem Komandorskim Legii Honorowej

## Prace
- Amours portant les attributs de Minerve,
- Alfred Beurdeley, (1808-1882),
- Charles Garnier, (1825-1898),
- Diane au repos,
- Enlèvement de Psyché,
- La Fortune et le jeune enfant,
- L’Assassinat de Marat,
- La Toilette de Vénus,
- La Vérité,
- La Vision de saint Hubert,
- L'Ivresse de Noé,
- Madame Charles Garnier, (1836-1919),
- Portrait de la comtesse de la Bédoyère,
- Vénus jouant avec l'Amour,
- Zénobie trouvée par des bergers sur les bords de l’Araxe, (1850).